# Didier Couécou
Didier Couécou (* 25. července 1944 Caudéran) je bývalý francouzský fotbalista, útočník.

## Fotbalová kariéra
Hrál za FC Girondins de Bordeaux, OGC Nice, Olympique Marseille a FC Nantes, ve francouzské lize nastoupil ve 309 utkáních a dal 117 gólů. Získal tři mistrovské tituly, dva s Olympique Marseille a jeden s FC Nantes, s Olympique Marseille vyhrál v roce 1972 i Coupe de France. V Poháru mistrů evropských zemí nastoupil v 5 utkáních a dal 2 góly, v Poháru vítězů pohárů nastoupil ve 3 utkáních a ve Veletržním poháru nastoupil v 10 utkáních a dal 3 góly. Za reprezentaci Francie nastoupil v roce 1967 v utkání kvalifikace Mistrovství Evropy ve fotbale 1968 proti Lucembursku. Byl členem francouzské reprezentace na Mistrovství světa ve fotbale 1966, ale v utkání nenastoupil.

## Ligová bilance
| Ročník            | Zápasy | Góly | Klub                     |
| ----------------- | ------ | ---- | ------------------------ |
| Ligue 1 1962/1963 | 2      | 0    | FC Girondins de Bordeaux |
| Ligue 1 1963/1964 | 17     | 4    | FC Girondins de Bordeaux |
| Ligue 1 1964/1965 | 22     | 5    | FC Girondins de Bordeaux |
| Ligue 1 1965/1966 | 23     | 17   | FC Girondins de Bordeaux |
| Ligue 1 1966/1967 | 20     | 5    | FC Girondins de Bordeaux |
| Ligue 1 1967/1968 | 29     | 15   | FC Girondins de Bordeaux |
| Ligue 1 1968/1969 | 30     | 13   | FC Girondins de Bordeaux |
| Ligue 2 1969/1970 | 11     | 1    | OGC Nice                 |
| Ligue 1 1969/1970 | 3      | 1    | Olympique Marseille      |
| Ligue 1 1970/1971 | 28     | 8    | Olympique Marseille      |
| Ligue 1 1971/1972 | 32     | 13   | Olympique Marseille      |
| Ligue 1 1972/1973 | 31     | 10   | FC Nantes                |
| Ligue 1 1973/1974 | 10     | 4    | FC Nantes                |
| Ligue 1 1973/1974 | 16     | 6    | Olympique Marseille      |
| Ligue 1 1974/1975 | 30     | 10   | FC Girondins de Bordeaux |
| Ligue 1 1975/1976 | 16     | 6    | FC Girondins de Bordeaux |
| CELKEM Ligue 1    | 309    | 117  |                          |